# Scorpio

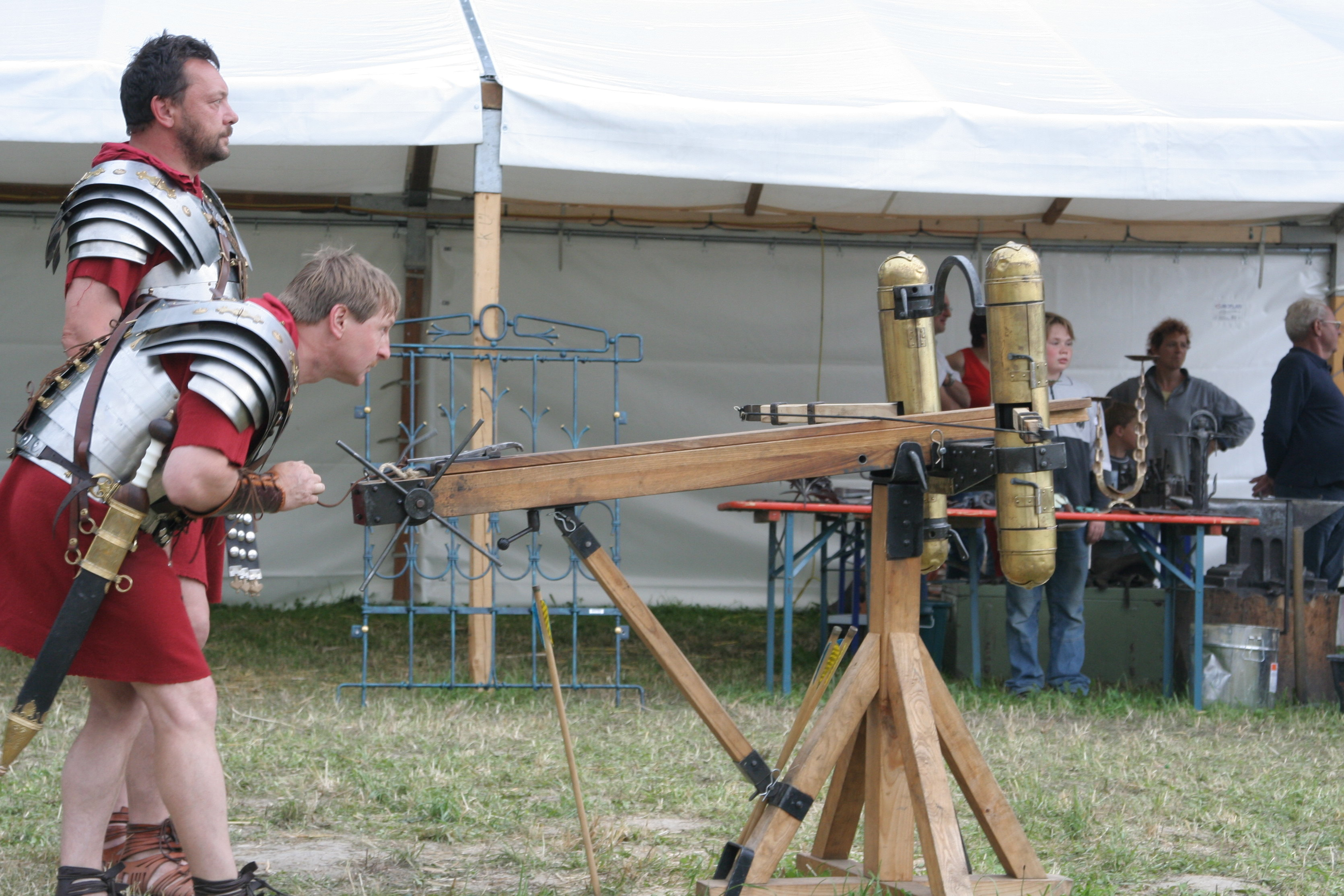
Avfyrande av en rekonstruktion av en scorpio.

Scorpio (latin: skorpion)  var en mindre, projektilpjäs använd i strid av romarna från 50 f.Kr.
Skorpionens konstruktion bestod av en robust träram, troligen förstärkt med metallband för ytterligare styrka. Senfjädrar, vanligtvis gjorda av starka oxsenor, gav vapnets kastkraft. En arm utrustad med järnkrokar var behjälplig att spänna fjädrarna. Den avfyrade en mängd olika typer av projektiler, beroende på situationen och kunde skjuta stora stenar eller pilar 400−500 meter.